# Домнино (Ивановская область)
Домнино — деревня в Южском районе Ивановской области, входит в Хотимльское сельское поселение.
Расположена в лесистой местности в левобережье Тезы в 18 км к северо-западу от города Южа, в 35 км к юго-востоку от Шуи и в 58 км от Иваново.
Через деревню проходит местная автодорога, выходящая на западе к селу Клочково (на Шую), и на востоке к селу Преображенское (на Южу, Палех).
Население занято сельским хозяйством.
| 1859 | 1905 | 2010 | 2014 |
| ---- | ---- | ---- | ---- |
| 241  | ↗244 | ↘90  | ↘71  |